# Autoportret w wieku sześćdziesięciu dziewięciu lat
Autoportret w wieku sześćdziesięciu dziewięciu lat (hiszp. Autorretrato) – obraz olejny hiszpańskiego malarza Francisca Goi. Zachowały się dwie autorskie wersje tego dzieła. Jeden z obrazów, namalowany na płótnie, znajduje się w zbiorach Muzeum Prado. Drugi, powstały na desce, znajduje się w Królewskiej Akademii Sztuk Pięknych św. Ferdynanda w Madrycie. Oba obrazy powstały w 1815 roku, w okresie powojennym, i przedstawiają bardzo zbliżony wizerunek artysty. Jest to jeden z najbardziej szczerych i bezpośrednich autoportretów malarza.

## Autoportrety Goi
Podczas swojego długiego życia Goya wykonał wiele autoportretów – przynajmniej piętnaście jest uznawanych za autorskie; w sumie jest ich ponad trzydzieści. Używał różnych technik: malarstwa, grawerstwa i rysunku. Przedstawiał się także na różne sposoby, np. klasycznie przed sztalugami z atrybutami malarza: Autoportret w pracowni i na wzór Velázqueza i jego Panien dworskich ze swoimi ważnymi klientami: Rodzina Karola IV, Rodzina infanta don Luisa czy Hrabia Floridablanca. Pojawia się także w scenie religijnej Kazanie świętego Bernardyna ze Sieny przed Alfonsem Aragońskim, rodzajowej La novillada (Walka młodych byków), na rysunku ze swoją muzą księżną Albą czy na Autoportrecie z doktorem Arrietą namalowanym jako wotum dziękczynne. Znanych jest  również kilka podobizn Goi wykonanych przez innych artystów, m.in. przez Vicentego Lópeza (Portret Goi w wieku osiemdziesięciu lat).

## Okoliczności powstania
Rok 1815, w którym powstały te autoportrety, przypada na trudny okres po zakończeniu wojny o niepodległość toczonej przeciwko Francuzom. W latach 1811–1812 w Madrycie panowała tragiczna w skutkach klęska głodu. Po powrocie Ferdynanda VII na tron w 1814 roku i przywróceniu monarchii absolutnej rozpoczął okres oskarżeń o kolaborację z Francuzami, przesłuchań i czystek na królewskim dworze. Przyniosło to rozczarowanie konstytucjonalistom i zwolennikom oświecenia, do których należał Goya. Król przeprowadził w swoim otoczeniu proces „puryfikacji”, któremu poddano również Goyę jako nadwornego malarza. Ferdynand VII przywrócił także znienawidzoną przez społeczeństwo Inkwizycję. W 1815 roku Goya stanął przed jej trybunałem oskarżony o autorstwo „obscenicznych dzieł” – portretów Maja ubrana i Maja naga, jednak nie poniósł konsekwencji. Zmieniła się także jego osobista sytuacja: w 1812 zmarła jego żona, odeszli liczni przyjaciele, zmarli lub wyemigrowali w obawie przed politycznymi represjami. W pracy borykał się z niedoborem materiałów, częściej zamalowywał gotowe dzieła, aby ponownie wykorzystać płótno. Paleta barw, której używał, stała się ciemna i niemal monochromatyczna, dominowały brązy i czernie. Możliwe, że Goya stworzył ten autoportret, aby potwierdzić swoje artystyczne możliwości na przekór trudnościom.
Nie wiadomo, czy Autoportret w wieku sześćdziesięciu dziewięciu lat został wykonany przez Goyę dla siebie, dla kogoś z rodziny lub bliskiego otoczenia, czy na zlecenie. Obie wersje są podpisane i opatrzone datą 1815. Wersja z Prado ma inskrypcję wyżłobioną przez malarza przy pomocy skuwki pędzla lub rylca na świeżej farbie. Inskrypcja jest widoczna po lewej stronie na wysokości szyi: Fr. Goya Pintor[?] / Aragones / Por el mismo / 1815 (Fr. Goya Malarz[?] / Aragończyk / Samodzielnie / 1815). Datę i pełną inskrypcję odsłonięto dopiero w 1993, kiedy obraz poddano konserwacji i oczyszczono warstwę starego lakieru (wcześniej widoczny był jedynie fragment Fr. Goya / Aragończyk / Samodzielnie). Dawniej ten obraz uważano za późniejszą kopię wersji z Akademii św. Ferdynanda, ale ujawniona data wskazuje, że oba powstały w zbliżonym czasie. Wersja z akademii ma krótszą inskrypcję Goya 1815 po lewej stronie na wysokości ramienia. Została przekazana tej instytucji przez syna malarza, Javiera, po śmierci ojca. Możliwe, że wersja z Prado również była przeznaczona dla którejś z akademii sztuk pięknych, której Goya był członkiem, np. w Walencji lub Saragossie, lub innej instytucji, chociaż nie doszło do przekazania obrazu. Świadczyłby o tym oficjalny podpis, w którym malarz identyfikuje się jako Aragończyk.
Valentín Carderera, malarz, kolekcjoner sztuki i jeden z pierwszych biografów Goi, napisał krótki tekst dla Akademii św. Ferdynanda, analizujący różne autoportrety Goi. Porównuje w nim popiersie z akademii do Autoportretu z doktorem Arrietą, na którym malarz przedstawił siebie jako cierpiącego z powodu choroby, razem z pielęgnującym go lekarzem. Carderera sugerował, że autoportret z akademii był studium do tego dzieła, co tłumaczyłoby odchylenie do tyłu sylwetki malarza oraz przedstawiony stan ducha. Również hrabia de Viñaza uważał ten portret za szkic, argumentując, że głowa Goi pierwotnie opierała się na poduszce, którą artysta później zamalował. Podobnie skatalogował dzieło Charles Yriarte w 1867. Jednak choroba malarza zaczęła się w listopadzie 1819 roku, kilka lat po powstaniu popiersi. Ta niewłaściwa klasyfikacja została później odrzucona przez Desparmeta Fitz-Géralda i Aureliana de Beruete.

## Opis obrazu
Ze wszystkich znanych autoportretów Goi ten jest jednym z najbardziej szczerych i bezpośrednich. Malarz przedstawił się będąc w wieku 69 lat, w popiersiu umieszczonym na ciemnym tle w odcieniach brązu. Ma na sobie rodzaj szlafroka z ciemnego czerwonobrązowego aksamitu, w którym przedstawiali się malarze w XVIII i XIX wieku, np. William Hogarth Autoportret z mopsem. Podobny strój nosił także jego uczeń na Portrecie Asensia Julià. Jego wygląd jest niedbały a spod szlafroka widać rozpiętą białą koszulę. Cała intensywność portretu jest skoncentrowana w rysach twarzy, bez przywiązania większej wagi do stroju czy tła. Głowa jest lekko obrócona w lewo, spojrzenie intensywne i posępne. Twarz otoczona jest potarganymi i siwiejącymi włosami odsłaniającymi wysokie czoło i zwrócona niemal bezpośrednio w stronę widza. Zgodnie z ikonograficznymi wytycznymi Cesarego Ripy, rozczochrane włosy symbolizują kreatywny geniusz i wyobraźnię artysty. Goya nie namalował typowych dla autoportretu atrybutów swojego zawodu, nie podkreślił też swojego statusu bogatym strojem, co czyni jego postać bardziej ludzką i przystępną dla widza.
Starszą wersją jest prawdopodobnie ta z akademii. Bardziej zaakcentowane przechylenie głowy, niemal po przekątnej obrazu, to postura, którą malarz przyjął, malując na sztaludze i jednocześnie obserwując się w lustrze. Dokonał tu widocznej zmiany w trakcie malowania – przemalował koszulę, która była pierwotnie zapięta pod szyją, na rzecz swobodnie otwartego kołnierza. Natomiast w wersji z Prado użył szerokich pociągnięć pędzla czarną farbą, częściowo pokrywających kołnierz koszuli. Wersja z Prado powstała prawdopodobnie jako adaptacja pierwszej, w swobodniejszym i bardziej eksperymentalnym stylu. Postać jest ustawiona bardziej pionowo. Na późniejszym obrazie malarz zdaje się nosić perukę, która zsunęła się lekko do tyłu, odsłaniając siwe włosy. Goya wydaje się zmęczony, schorowany i nieco nostalgiczny. Jego twarz odzwierciedla długie lata pracy z jej radościami, smutkami i kłopotami. Zdradza także jego głuchotę, która niemal odizolowała go od świata zewnętrznego. Jego stan ducha jest główną różnicą między tym autoportretem a wersją z akademii. Na wersji z akademii Goya nie wydaje się chory, zmęczony, ani tak stary jak na obrazie z Prado. Jest bardziej spokojny i refleksyjny, jednocześnie w tym stanie intelektualnej wrażliwości przejawia się energia witalna. Jego skóra jest gładsza, bardziej różowa i wygląda młodziej niż na swoje 69 lat. Usta straciły dawną zawziętość i surowość, maluje się na nich wyrozumiały półuśmiech. Malarz zdaje się gotowy na nowe przeciwności losu, gdyż przezwyciężył ich już wiele. Według Xaviera Braya nie jest to studium starości, ale stanu ducha. Valeriano Bozal uważa, że podobnie jak w wielu innych dziełach Goi, prawdziwym bohaterem jest czas, który odcisnął piętno na jego rysach twarzy, spojrzeniu i geście.
Prostota i surowość z jaką przedstawił się Goya ma swoich poprzedników już w renesansie, np. Autoportret Tintoretta z ok. 1588, a także w XVII wieku – Autoportret Rembrandta z 1655.

## Kolor i technika
Dominuje paleta ciemnych barw, typowa w tym okresie życia malarza. Z czerniami kontrastuje biel jego koszuli i karnacja, jedynie na ustach pojawia się delikatny karminowy akcent. Ciemne tło w kolorach brązu i ochry nie jest gładkie jak w innych portretach. Nad odcieniami ochry przeważają sjena i ziemia zielona. Pojedyncze, szybkie pociągnięcia pędzlem, formujące wiry światła i cienia są doskonale widoczne. Kłębią się one wokół głowy artysty niczym fantastyczne stworzenia dręczące go na rycinie Gdy rozum śpi, budzą się demony. Goya użył ciężkiego impastu do rozjaśnienia czoła i krótkich pociągnięć pędzla do uzyskania różnych odcieni skóry. Światło padające na twarz tworzy łagodne cienie i w efekcie harmonijne wykończenie powierzchni. Postać wymaga niewielkiej ilości światła zewnętrznego, tworzącego lekką, powietrzną atmosferę typową dla dzieł Velázqueza. Pracując nad fakturą i kolorem, Goya zastosował zabieg typowy dla malarstwa weneckiego, który podkreśla miękkość skóry i wyjątkową świetlistość twarzy. Modelowanie twarzy jest świadectwem szczytowych umiejętności Goi, w stylu porównywalnym do Rembrandta. W przypadku wersji z Prado modelowanie jest delikatniejsze, impasty lżejsze, być może dlatego, że ten obraz powstał na płótnie, a nie na desce. Goya rzadko korzystał z tego nośnika, ale właśnie w okresie powojennym użył deski do namalowania Portretu księcia Wellingtona, studium głowy do Portretu księcia San Carlos i portretu swojego wnuka Mariana.
Podobną kolorystykę i studium psychologiczne można odnaleźć na Portrecie José Luisa Munárriza z tego samego roku. Pod pewnymi względami autoportret Goi jest też zbliżony do portretu Rity Luny, emerytowanej aktorki teatralnej. Kobieta jest przygnębiona, jej twarz wyraża smutek i melancholię. Oba obrazy mają niemal ten sam rozmiar oraz bezpośredni i nieformalny charakter. Przedstawiają starzejących się artystów, związaną z wiekiem ludzką słabość – temat, który Goya często podejmował w swoich dziełach.

## Proweniencja
Po śmierci Goi w 1828 jego przyjaciel Antonio de Brugada, na prośbę syna artysty, sporządził inwentarz dzieł zmarłego. Ten dokument pozwolił na późniejszą identyfikację wielu obrazów, chociaż data jego sporządzenia nie jest jasna. Figurują w nim dwa autoportrety Goi w formacie popiersia. Portret z Prado to z dużym prawdopodobieństwem ten zarejestrowany w inwentarzu pod numerem 25 jako „Portret Goi, podpisany 1815, popiersie”. Oba autoportrety odziedziczył syn malarza Javier.
Javier Goya ustalił z Akademią św. Ferdynanda, że przekaże jej autoportret po uregulowaniu przez instytucję zaległych należności wobec jego ojca. W 1829 otrzymał zapłatę za Ferdynanda VII na koniu, którego akademia zamówiła w 1808, i podarował jej obiecane dzieło 11 lipca tego samego roku. Obraz z akademii został wybrany do ilustrowanego zbioru najważniejszych dzieł Akademii św. Ferdynanda (Cuadros selectos de la Real Academia de Bellas Artes de San Fernando) wydanego między 1881–1885. W tym celu José Galván wykonał rysunek i rycinę na podstawie obrazu.
Po śmierci Javiera wersja z Prado przeszła na wnuka Goi, Mariana. Podziałem spuścizny malarza zajął się wtedy Federico Madrazo. Mariano, który sukcesywnie wyprzedawał majątek dziadka na pokrycie swoich długów, sprzedał go Románowi Garreta y Huerto, szwagrowi Madraza. Później obraz został nabyty królewskim dekretem z 5 kwietnia 1866 przez Muzeum Trójcy Świętej za kwotę czterystu escudo, razem z Portretem Josefy Bayeu i przypisywanym Goi Egzorcyzmem. To muzeum zostało połączone z Prado, gdzie obraz znajduje się od 1872 roku.